# Аркада (архитектура)
Арка́да (от фр. arcade) — мотив архитектурной композиции, ряд одинаковых по форме и размеру арок, опирающихся на колонны или на прямоугольные или квадратные столбы — пилоны, которые могут быть дополнены пилястрами или полуколоннами, поддерживающими венчающий аркаду антаблемент. Аркады применяли древние римляне при строительстве акведуков и виадуков, а также типа «римской архитектурной ячейки» при постройке больших сооружений: цирков и амфитеатров, например Театра Марцелла и Колизея в Риме.
В средневековых английских соборах и монастырях встречаются крытые аркады, представляющие собой крытый проход, ведущий от трансепта или нефа церкви к внутренним помещениям — компартиментам. Часто крытая аркада примыкала к монастырю с восточной стороны, закрывая проходы, расположенные в крестообразных церквях южнее трансепта. В Глостерширском соборе (1029 г.) крытая аркада располагается в западном конце нефа. Аркада, предваряющая вход в собор с западной стороны, называется нартексом. Крытая аркада встречается в больших христианских церквях XI века (Винчестерский и Даремский соборы). Обходная галерея вокруг главной апсиды называется деамбулаторием. Арочная галерея в верхнем ярусе главного нефа — трифорием.
Аркады используют при сооружении открытых галерей — лоджий, которые устраивают вдоль фасада дома на первом этаже (включая угловые галереи), а также на втором и других этажах, главным образом, по итальянской традиции, при оформлении внутренних дворов (кьостро) или церковных клуатров. Нагрузка стены при помощи арок равномерно распределяется между отдельными опорами. Основная проблема при строительстве аркад — распределение нагрузки на опоры. Аркады не могут выдерживать большие нагрузки. Основную часть тяжести перекрытий принимает на себя находящаяся в глубине аркады стена.
Именно такую конструкцию разработал в эпоху Возрождения Филиппо Брунеллески в здании Оспедале дельи Инноченти во Флоренции. Такая аркада стала типичной для архитектуры итальянского Возрождения и получила названия: «аркада по колоннам», или «ордерная аркада».
Арка, прислонённая к стене и не имеющая сквозных пролётов, называется слепой или ложной. Ряд слепых арок образует аркатуру. В западноевропейской архитектуре её ранняя форма называется ломбардской арочной галереей. В древнерусское зодчество этот мотив привнесли итальянские зодчие в XV—XVI веках, и в слегка видоизмёненной форме этот мотив, превратившийся в декоративный, получил название: аркатурно-колончатый пояс.